# Sono apparso alla Madonna
Sono apparso alla Madonna è un libro di Carmelo Bene pubblicato nel 1983 ed è una forma di autobiografia, riferita da Bene come "rischiosissima, immaginaria e reale a un tempo", fondata "sul proprio non esserci, sull'abbandono, sulla mancanza". Tra il racconto immaginario ed eventi accaduti realmente notevole è per esempio la memorabile lettura di Dante dalla Torre degli Asinelli a Bologna, descritta con un linguaggio arcaico e immaginifico. Il titolo del libro avrebbe dovuto essere tratto proprio da questa esperienza, ma fu l'inconsapevole Ruggero Orlando a suggerirlo, una notte a Forte dei Marmi, mentre Carmelo Bene e suoi ospiti erano alle prese con delle estenuanti partite di ping-pong. Leggiamo nella Vita di Carmelo Bene...
[...] Dalla fessura del cancello filtra la sagoma alticcia di Ruggero Orlando, la bottiglia di scotch in pugno. Barcollando, poggiandosi precario a provvidenziali fusti indovinati al buio, accostandosi al tavolo da gioco: "Caro Carmelo... ho saputo che sei apparso alla Madonna!", e giù, piegato in due, in uno sgangherato sghignazzo dei suoi. C.B. folgorato; "ecco il titolo del mio libro".

## Stile
Oltre all'abbondanza di arcaismi nella resa stilistica, va considerato che la lingua e il linguaggio che usa Bene in questo libro (e anche in altre suoi scritti) spesso e volentieri accentuano un senso ritmico e musicale del dire, al limite della versificazione lirica. Per es. di ritorno a Otranto, dopo la parentesi del Teatro Laboratorio, Bene descrive la visione che si spalanca dal balcone della villa dei suoi a Santa Cesarea Terme, la "scogliera e il Mar Ionio pavone d'infinite correnti fatate", che non ha nulla di prosaico e descrittivo:
« Da quei balconi arcati, leggi nei giorni chiari Albania rosa. Senti ognora la vita scelta a forza. Tristo, tristo indovinello sbiadisce sul fondale a flutti neri dipinti ripetutamente in basso dell'azzurro infinito. Azzurro d'Africa. Sotto, immediato è il brontolio sulfureo - cassa a lutto tra le rocce ciclopiche, orrendo corpo che vi si dilacera».
Il libro è pervaso da questa "arcaica prosa ritmica e musicale", che fa spesso immaginare piuttosto a un poema autobiografico che a una mera autobiografia (quantunque venata dall'immaginario), sottratto alla convenienza e alla struttura del verso, e forse per questo (essendo sottaciuto e inespresso) più poetico.

## Tra immaginario e autobiografico
Come autobiografia, anche se in un certo senso attendibile, è volutamente priva di date e apparentemente esentata dal rapporto col tempo chronos, contrariamente alla Vita di Carmelo Bene scritta in collaborazione con Giancarlo Dotto, che è più divulgativa. Infatti, in Sono apparso alla Madonna (ma anche altrove), il linguaggio, volutamente e adeguatamente arcaico, è spesso criptico (almeno lo poteva sembrare quando apparve per la prima volta nelle librerie) per i lettori comuni, come se si volesse escludere dalla lettura i non addetti ai lavori, o volere intenzionalmente farlo diventare un libro d'élite. Ecco uno stralcio della sezione del libro che porta il titolo omonimo...
V'era (v'è) dunque,un apparir della voce che sempre si verifica se conferisci c o n, se parli a.
Quand'io incominciai a render vano
l'udire
mi diceva la voce, il mio interno cantar l'ascolto, e, ventilata da un'ala d'emicrania, la mia mente d'altrove profondava nel sud del Sud dei santi; ma depensata lieve mongolfiera in celeste balia sull'infinito del mare stanco [...]
Per quanto riguarda il contenuto le cose scritte in questo libro, fatti i dovuti distinguo, sono quasi le stesse ripetute, in un linguaggio naturalmente più comprensibile e divulgativo, in Vita di Carmelo Bene.

## Capitoli del libro

### Fine primo atto
Il senso autobiografico del libro (seppur avvolto in un alone immaginario) è dettato immediatamente già dalle prime righe del suo incipit:
« V'è una nostalgia delle cose che non ebbero mai un cominciamento. Affondare la propria origine – non necessariamente connessa alla nascita, in terra d'Otranto è destinarsi un reale-immaginario. E lì, appunto, nel primo dì d'un settembre io fui nato. Otranto. Da sempre magnifico, religiosissimo bordello, casa di cultura tollerante confluenze islamiche, ebraiche, arabe, turche, cattoliche [...]»
Questo "bisticcio etnico" tollerante si rifletterà nel barocchismo beniano e nella sua ricerca d'altrove. L'autore addurrebbe comunque la possibilità di una sua possibile discendenza nomade o gitana dato che il cognome Bene è molto diffuso in Ungheria. Per l'artista resta scontato il fatto che non esiste la Puglia ma le Puglie. L'infante Carmelo si ritroverà così immerso in questo alone storico-immaginario, materia per i primi rudimenti del suo teatro. Bene racconta (così come in Vita di Carmelo Bene) delle effigi mariane adorate che la sua curiosità infantile volle profanare, scoprendone la loro inconsistenza strutturale ed estetica, portandolo presto alla disillusa considerazione e al rifiuto della vanità di qualsiasi culto d'immagine, facendo nascere in lui il desiderio dell'irrapresentabile. Disillusione e rifiuto toccati in sorte secoli addietro anche a "Frate Asino", una volta saputo dell'autorialità del dipinto della Madonna da lui tanto agognata. Bene ricorda le messe servite da piccolo, a Campi Salentina e a Lecce, la perversione (pedofilia) di certi preti da lui frequentati, l'esperienza di essere palleggiato da una moltitudine di donne mezzo ignude che lavoravano nella fabbrica di tabacco dei suoi genitori. Il nauseante turpiloquio del latino maccheronico popolare delle messe (allora in latino) che Bene considerava un "vilipendio alla religiosità" lo porta a quella...
« "sospensione del tragico", al rifiuto di essere nella storia, anche e soprattutto in scena. L'essermi come Pinocchio rifiutato alla crescita è se si vuole la chiave del mio smarrimento gettata in mare una volta per tutte. L'essermi alla fine liberato anche di me ».
Quindi l'immaginario come non storia, precocemente subentra prepotente nella vita di Carmelo Bene che d'ora in poi si "rifiuterà di crescere", di imputridire, onde poter educare il proprio femminile, in quanto abbandono.
Dopo questo escursus di stupore e disillusione infantile Bene si ritrova di colpo a frequentare la facoltà di legge a Roma. Ricorda i suoi primi spettacoli teatrali (Caligola, Dottor Jekyll, con Marcello Barlocco, ), le sue vicissitudini artistiche e personali, gli arresti e la moltitudine di notti passate nei vari commissariati di zona, le risse, i tassi alcolici e gli abusi sempre elevati, la storia sentimentale con Giuliana, la sorprese di aspettare un figlio da costei, il breve periodo genovese, la scoperta dell'Ulysses di James Joyce, del suo "fantasma verdiano", i suoi letti affollati da donne... Dopo Genova, scrive Bene, comincia
« ... il suo calvario di Don Giovanni. D'allora in poi l'assenza della Madonna che era in me, e in che ormai consistevo, meritò tutta la prassi fin troppo ossessiva della presenza della donna nella vita e sulla scena ».
Questa "visitazione ossessiva dei corpi femminili", spiega Bene, non è il dongiovannismo dell'impotenza deprecato da "certo femminismo", ma è
« ... il femminile stesso che va a verificare i propri vuoti nella mortificazione del corpo donnesco ».
Spesso dalle innumeri fonti sentiamo Bene parlare della mancanza, dell'assenza del femminile che vi è nella donna, ammettendo di non aver mai conosciuto "una donna che avesse l'un per cento di femminile". 
Bene, però fa una precisazione importante confessando che
« ... tutto questo non comporta un astio nei confronti della donna o delle donne, ma semmai un'infinita agape schopenhaueriana, semmai lo stupore infinito che la donna non sia l'"abbandono" ».
La donna ricerca sempre un'identità maschile e questo femminile che a lei manca se lo accollerà qualcun altro: l'uomo.
Dopo Genova, Bene racconta dell'esperienza del Teatro Laboratorio (1961) in piazza San Cosimato n. 23 e dei suoi abituali frequentatori: Alberto Moravia, Pier Paolo Pasolini, Alberto Arbasino, Ennio Flaiano, Angelo Maria Ripellino, Elsa Morante, Sandro Penna ed altri. In questo locale vedranno la luce il Pinocchio, Spettacolo-concerto Majakovskij, Amleto, Addio porco, Cristo 63... Bene comunque spentisce il mito delle "cantine" per quanto riguarda i suoi spettacoli che si davano, tranne qualche rara occasione, quasi sempre in teatri tradizionali. Risale già a questo periodo la sua febbrile "ricerca musicale", accennando al tenore Giuseppe Di Stefano, giudicato da Carmelo Bene, d'accordo con Toscanini, la più bella voce mai ascoltata. Per quanto concerne le prove di scrittutra di questo periodo di ricerca, Bene scrive che:
« ...  non si trattava di una metodologia interdisciplinare, ma, nella mia prassi letteraria, di una musicalità anche nella scrittura. Covava l'esigenza antiumanistica per eccellenza. Covava "domina", l'indisciplina ».
Parla così bene del suo apprendistato di ricerca come "scandalo della ragione" che i critici e i gazzettieri impreparati immancabilmente fraintendevano facendone "ragion di scandalo", dicendo che la sua...
« ... degenerazione non poteva trovare ascolto. Come non lo trova tuttora. Proprio in quanto de-generazione e quindi de-stabilizzazione di qualunque "genere" ».
Aggiungendo dunque che l'inizio del suo teatro ebbe luogo
« là dove non c'era più nulla da dire, ma da esser detti ».
Bene prosegue nella sua autobiografia raccontando, con profusione di aneddoti e toni elogiativi, della compagnia D'Origlia-Palmi da cui preleva per il suo Teatro Laboratorio  attori come Alfiero Vincenti, Luigi Mezzanotte e Manlio Nevastri (in arte Nistri). Di questa singolare compagnia, "fuori corso", considerata dall'artista salentino il massimo esempio del teatro del '900, leggiamo:
« Ecco, io provai lì in pieno lo stupore [...] Erano formidabili derisioni ai danni dell'identità [...] Scacco giurato al ruolo...  ».
Bene dunque prosegue raccontando del Cristo 63 e del fatidico piscio che poi fu causa della chiusura del Teatro Laboratorio, e delle tante vicende e accese polemiche avutesi in quegli anni, della critica spaccata in due tra sostenitori e detrattori, acquistando così la fama di enfant terrible. Sono questi gli anni dell'Ubu roi, dell'Edoardo II, della storica Salomè, la cui parte di Giovanni Battista era interpretata da uno straordinario Franco Citti.

### Attrici
Questo capitolo prosegue la "'dissertazione" sul femminile assente nella donna. Racconta della conoscenza di Lydia, che sarà sua compagna e manager per i prossimi diciotto anni. Per quanto riguarda le donne e l'assenza in loro del femminile Bene insiste:
« E dio sa quanto sia tempo vano iniettare una sola stilla femminile in donnesca creatura. Il mascolino la possiede inclemente, queste femmine, inimiche giurate dell'abbandono una volta per tutte. »
Inoltre Bene accenna brevemente alla questione dell'uguaglianza propagandata della donna", "sfigurata dalla historia al maschile", avendo in sé
« ... tanti miracoli a sorpresa, che soltanto l'arroganza politica omaccia interdice loro di compiere, sissignori: "d'esprimersi".
Quindi Bene deduce che
« ...il sempre a sproposito auspicato riscatto della donna è soprattutto il misconoscimento della sfera estetica »
E conclude:
« ... La "cosa"-donna esige un suo recupero, ahimè legalizzato, del maschile che, santo iddio, le è proprio da per sempre».
Bene stringe amicizia con Roberto Lerici e, quindi, dopo l'esperienza del Teatro Laboratorio, è di nuovo è Otranto, nella sua villa a Santa Cesarea Terme dove scrive il romanzo Nostra Signora dei Turchi.
L'artista salentino infine accenna al declino della letteratura italiana e del suo esito borghese e sciatto, salvando comunque da questa deriva Tommaso Landolfi, Ennio Flaiano, Pier Paolo Pasolini, Alberto Arbasino, Carlo Emilio Gadda, Antonio Pizzuto più qualcun altro e, andando più indietro nel tempo, Dino Campana, Guido Gozzano...

### Francesco Siciliani e i "cretini con lampi d'imbecillità"
La stesura e la pubblicazione del libro Sono apparso alla Madonna avviene durante il periodo concertistico in cui predomina la "macchina attoriale". Con il sostegno del maestro Francesco Siciliani (rimasto affascinato dalla musicalità del Riccardo III del '77),  Bene avrà modo di portare in scena i suoi tre spettacoli (Manfred, Egmont e Hyperion). Questo capitolo è appunto dedicato per intero a questa esperienza con il maestro.

### Incomprensione (a Lydia)
Ovviamente questo capitolo, come si può facilmente intuire è dedicato a Lydia Mancinelli, compagna di viaggio di tanti anni della vita e della carriera dell'artista. Oltre ad altre cose dettate dallo flusso di coscienza beniano-joyciano, il leimotiv è l'"incomprensione" (di cui fornisce una splendida "descrizione"), l'indeterminatezza dell'infanzia, e poi le sue gite domenicali a Lecce da sua zia Raffaella dove insieme a lei si esercitava al canto (giudicato dalla zia "stonatissimo") e a leggere senza comprendere "i versi dell'Apemanto" in Timone d'Atene e dei classici elisabettiani...
« Leggevo a mezza voce, proprio per niente mortificato di non capirci niente ».

### Palco di prosa (Giuseppe Di Stefano)
Capitolo dedicato al tenore Giuseppe Di Stefano, da Bene considerato la più bella voce mai ascoltata. Qui Bene elogia il teatro lirico deprecando quello di prosa, raccontando un aneddoto significativo ed esilarante al tempo stesso di una cosa che gli successe da bambino. La nonna portava l'infante Carmelo al teatro di prosa ma questi poneva domande talmente fuori luogo sì da farla irritare. In questo modo Bene racconta il dialogo con la nonna: «
Carmelo: "Quando cantano? [...]"
Nonna: "Ignorante questi non cantano, parlano".
Carmelo: "Parlano e son pagati?"
Nonna: "E perché no, vuoi che parlino gratis?"
[...]
Carmelo: "[...] Ma se parlano dei fatti loro, perché allora non parlano più piano? Si sente tutto".
Nonna: "Ignorante! ignorante! mi domando che sarà di te da grande. E non mi fai capire un accidenti".
Carmelo: "Ma che t'importa se son fatti loro?"
Nonna: "Come son fatti loro? [...] Queste cose tu non le puoi capire".
Non le capivo, infatti, e son trascorsi più di trent'anni e "quelle cose" non le intendo ancora ».

### Salvador Dalí
Questo capitolo è dedicato a Salvador Dalí dove si accenna a qualche incontro fra i due artisti. Dalí aveva visionato Nostra Signora dei Turchi, film anti 68 per eccellenza, definendolo daliniano (Dalinien), e in una delle loro discussioni informali, il pittore spagnolo raccomandava a Bene:
« Non, puoi essere ancora un genio, l'ho visto nel tuo film... C'è ancora molta sofferenza... tu sei ancora un artista, io sono un genio ».
Si parla altresì dell'erotismo e del porno, citando come massimi rappresentanti pornografi Franz Kafka, Jean Genet, ...
« L'erotismo è linguaggio d'accatto prenatale. Eccederlo è inoltrarsi nella quiete che somiglia quella della gente morta ».
Bene non manca di inveire contro la "messa in scena" e il "teatro scorreggione dell'io", deprecando il ruolo dei registi a teatro (Giorgio Strehler, Luigi Squarzina, ecc.) che paragona a dei trovarobe.

### Sono apparso alla madonna
Questo capitolo, che dà il titolo al libro, ricorda la Lectura Dantis del 31 luglio del 1981 fatta da Carmelo Bene dalla Torre degli Asinelli a Bologna per commemorare l'anniversario della strage alla stazione. Viene fatto il raffronto dell'evento dei versi danteschi "recitati" o meglio "detti" con il cosiddetto "monologo dei cretini" di Nostra Signora dei Turchi e Frate Asino.
« Ci sono cretini che hanno visto la Madonna e ci sono cretini che non hanno visto la Madonna [...] San Giuseppe da Copertino, guardiano di porci, si faceva le ali frequentando la propria maldestrezza e le notti, in preghiera, si guadagnava gli altari della Vergine, a bocca aperta, volando. I cretini che vedono la Madonna hanno ali improvvise [...] I cretini che la Madonna non la vedono, non hanno le ali, negati al volo eppure volano lo stesso, e invece di posare ricadono come se un tale, avendo i piombi alle caviglie e volendo disfarsene, decide di tagliarsi i piedi [...] Ma quelli che vedono non vedono quello che vedono, quelli che volano sono essi stessi il volo. Chi vola non si sa. Un siffatto miracolo li annienta: più che vedere la Madonna, sono loro la Madonna che vedono... Se vuoi stringere sei tu l'amplesso, quando baci la bocca sei tu [...] Ma i cretini che vedono la Madonna, non la vedono, come due occhi che fissano due occhi attraverso un muro: un miracolo è la trasparenza. Sacramento è questa demenza, perché una fede accecante li ha sbarrati, questi occhi, ha mutato gli strati - erano di pietra gli strati - li ha mutati in veli. E gli occhi hanno visto la vista. Uno sguardo. O l'uomo è così cieco, oppure Dio è oggettivo [...] »
Vedi anche sopra la sezione Tra immaginario e biografico

### "Ma quelli che vedono, non vedono quello che vedono"
Questo capitolo è dedicato alla cosiddetta "parentesi cinematografica" che Bene definisce "eroica", costituita da cinque lungometraggi (Nostra Signora dei Turchi, Capricci, Don Giovanni, Salomè e Un Amleto di meno) e alcuni cortometraggi tra cui Hermitage. Carmelo Bene parla qui de primi tre film e di Nostra Signora dei Turchi, in particolare, racconterà le sue riprese effettuate nel Salento e le varie vicissitutidini e fraintendimenti occorsi, la sua presentazione e premiazione al Festival di Venezia del 1968, lo schiaffo della Peragallo concesso all'inviato di punta della Rai, Carlo Mazzarella, le critiche, il dissenso e il furore suscitato dalla sua proiezione, ecc. Di questo film Carmelo Bene dice con una punta d'amarezza:
« Nostra Signora dei Turchi fu un grido al nuovo cinema che era nato. Ma in Italia basta voltarsi un attimo e non si è più ».

### Eduardo
Capitolo dedicato al suo amico di vecchia data Eduardo De Filippo e al suo modo estremamente professionale di fare teatro. Di lui scrive:
« Certo, Eduardo scrive "a monte" qualcosa che poi potrà minare in scena da quel grande attore che è. Non so quanto scientemente, ma lui si predispone la sua trappola, il famigerato copione cui crede tanto, tanto da restare ai posteri. In questo è donchisciottesco, e lo amo molto. Come si fa a non amare Don Chisciotte ».
Tra gli aneddoti raccontati da Bene su Eduardo ce n'è uno divertente riguardo alla convocazione nella sede dell'Espresso dei più importanti esempi di tre diverse generazioni del teatro italiano (Eduardo De Filippo, Vittorio Gassman e Carmelo Bene). Il moderatore Nicola Chiaromonte cercava, secondo quanto racconta Bene, di suscitare polemiche fra i tre, ma essi "più discutevano e più andavano d'accordo". Alla domanda conclusiva di Chiaromonte "cosa si può fare per l'attore?" Eduardo rispose: "Complicargli la vita".

### "Eusebio"
Capitolo che parla di Eugenio Montale (Eusebio) che Bene un tempo frequentava in Versilia, sebbene non ne fosse un estimatore. L'artista salentino considera la poesia come...
« distacco, lontananza, assenza, separatezza, malattia, delirio, suono, e, soprattutto, urgenza, vita, sofferenza [...Poesia] è risuonar del dire oltre il concetto. È intervallo musicale d'altezza [...] È l'abisso che scinde orale e scritto ».
Cose che, asserisce Bene, Montale non possiede, definendo i suoi versi come il "testamento d'uno strozzino", oppure "di un crumiro dalla gotta incipiente". A Montale, Bene contrappone, tra gli altri, Dino Campana da lui considerato il più grande poeta del '900.

### "Romeo e Giulietta" a Parigi
Qui Carmelo Bene ripercorre l'esperienza storica dell'edizione parigina (1976) del suo Romeo e Giulietta shakesperiano (sei repliche all'Opéra-Comique) di enorme successo, narrando le vicende, la conoscenza e la frequentazione dei suoi amici intellettuali francesi: Gilles Deleuze, Jacques Lacan, Michel Foucault, Pierre Klossowski e Jean-Paul Manganaro ("l'unico amore della sua vita").
Con Gilles Deleuze ci fu un vero e proprio "colpo di fulmine", da cui nacque una duratura amicizia. Bene gli espone il progetto del suo prossimo Riccardo III e il filosofo francese entusiasta ne scrive un libro senza averlo visto. Insolita e singolare fu la conoscenza di Jacques Lacan che a fine spettacolo della prima del Romeo e Giulietta si presenta nel camerino di Carmelo Bene (sfinito e sudato) e dopo un saluto laconico fra i due ("Bonsoir, maître". "Jacques Lacan, pas maître"), ci fu un silenzio assoluto fra i due: nemmeno una parola. Carmelo Bene così commenta quel mutismo fatto di reciproca stima e attenzione:
« Si evitava il laicume del più e del meno, il convenevole? Ma sì, d'altro non c'era [...] La sovrintelligenza di Lacan meritò alla mia lucida stanchezza questo indimenticato incontro a vuoto, concedendo un bel niente all'occasione frastica convenevole di che gli umani si derubano quotidie in malintesi truccati da "rapporti"».

### Un altro Amleto di meno
Dedicato al suo Amleto shakesperiano pervertito in Laforgue.

### A Jules Laforgue
Si direbbe una lettera intima aperta indirizzata a Jules Laforgue in cui Bene spiega la sua considerazione, alquanto pessimistica, della donna (tutt'altro che femminile e redentrice), da un punto di vista diverso da quello del poeta francese citato in epigrafe, il quale vaneggia nella donna la sua essenza salvifica.